# Municipalidad de Guayaquil
La Muy Ilustre Municipalidad de Guayaquil, denominado de forma cooficial como Gobierno Autónomo Descentralizado Municipal de Guayaquil, es el nombre del gobierno seccional de la ciudad de Guayaquil y su cantón homónimo, a los cuales administra de forma autónoma al gobierno central del Ecuador. La Municipalidad guayaquileña está conformada por el Concejo Municipal, en el cual se consolida el poder legislativo local; y la Alcaldía, que ejerce el poder ejecutivo municipal. La sede del gobierno guayaquileño se encuentra en el Palacio Municipal, ubicado en el centro urbano de la ciudad, parroquia Rocafuerte.

## Base jurídica
La M. I. Municipalidad de Guayaquil se encuentra establecida conforme a lo establecido en el texto constitucional, las leyes y las demás normas que integran el ordenamiento jurídico del país. La actual Constitución de la República del Ecuador —vigente desde el 2008— mediante sus artículos 253 y 264. Además de la Carta Magna, existe también el Código Orgánico de Ordenamiento Territorial, Autonomía y Descentralización (COOTAD), que establece la autonomía funcional, económica y administrativa de la Entidad, mediante los artículos 1 y 73.

## Historia
Desde la fundación del Estado del Ecuador en 1830, la primera constitución establecía al gobierno local de cada cantón, delegando el poder ejecutivo (gobierno político) en un corregidor que se ejercía en funciones por cuatro años, mientras que cada parroquia tendría un teniente en funciones por períodos de dos años; además de ello, en las capitales de provincia, como fue el caso de la ciudad de Guayaquil, se organizaba un Concejo Municipal.

## Organización
La Municipalidad tiene un Reglamento Orgánico y Funcional que determina su estructura administrativa, la cual tiene sus bases en la Constitución Nacional. Sus integrantes son:
- El Alcalde de la ciudad,
- El Concejo Cantonal,
- Las Comisiones que integran cada uno de los concejales,
- Direcciones municipales, designados por el alcalde.

## Bienes municipales
La Municipalidad como toda entidad pública posee bienes que sirven para atender a la necesidad de los habitantes de la ciudad. 
- Hospital Bicentenario, abierto en plena pandemia.[5]
- Centro Dr. Arsenio de la Torre Marcillo, inaugurado en el 2007 y ubicado  en la calle Higueras, frente al centro comercial Albán Borja.[6]
- Centro Gerontológico Orquídeas,  ubicado en la ciudadela del mismo nombre.[7]
- Centro Municipal "Cuatro de Enero".[8]
- Centro municipal de "Audición y Lenguaje".
- Hospital del día Felicísimo Rojas.[9]
- Hospital del día Samuel Ratinoff.[10]
- Hospital del día Kartódromo.
- Hospital del día Trinitaria.
- Hospital del día Cisne II.
- Hospital del día Jacobo y Ma. Elena Ratinoff.
- Hospital del día Isabel Estrada de Jurado.
- Centro de Salud Fertiza.
- Dispensario Cámara de la Pequeña Industria.
- Dispensario Mercado Municipal.
- Archivo Pasivo La Atarazana.
- Biblioteca y Museo Municipal.
- Centro Polifuncional Zumar.
- Castillo de Espronceda.[11]
- Registro de la Propiedad.[12]
- Registro Civil Municipal ubicado en la Juan Tanca Marengo por la Cdla Martha de Roldos.
- Corporación para la Seguridad Ciudadana posee 1000 cámaras de vigilancia distribuidas en toda la ciudad, se ubica en la Juan Tanca Marengo.
- Cuartel de la Policía Metropolitana, se ubica junto al Mercado Caraguay.
- Central de la ATM en la Avenida del Bombero.[13]
- Camal Municipal.[14]
- Edificio Martin Avilés.
- Compañía Salamandra.[15]
- Compañía Nueve de Octubre.
- Edificio Belisario González.
- Edificio Astillero, en el que se encuentran los museos de Barcelona y Emelec, además del Museo de la Música y de la Cerveza.
- Edificio del Consejo Cantonal De Protección Integral De Derechos De Guayaquil.[16]